# Frederick Thompson
Frederick Thompson   (Christchurch, 30 de març de 1910 - Christchurch, 15 de desembre de 1971) fou un remer neozelandès que va competir durant les dècades de 1920 i 1930.
El 1932 va prendre part en els Jocs Olímpics de Los Angeles, on disputà dues proves del programa de rem. En la prova del dos sense timoner, formant parella amb Cyril Stiles, guanyà la medalla de plata, mentre en la del vuit amb timoner quedà eliminat en sèries.
En el seu palmarès també destaquen dues medalles als Jocs de l'Imperi Britànic, de plata el 1930 i de bronze el 1938.
El 1943, mentre treballava com a adober va patir un greu accident que li va provocar l'amputació del braç esquerre.